# OCN TV무비 시리즈
OCN TV무비 시리즈는 OCN에서 방영된 TV 영화 시리즈이다.

## 작품 리스트
- 아래의 프로그램들은 2002년 11월 이후에 시청 가능 연령을 표시하는 드라마 등급 제도를 의무적으로 시행하여 현재까지 이어지고 있습니다.
- 2017년 3월 1일부터 TV 프로그램 등급 표시 외에 주제, 폭력성, 선정성, 언어, 모방 위험 등 분류 사유 표시를 의무적으로 시행하고 있습니다.

### 2004년
- 《동상이몽》 : 2004년 11월 28일 ~ 2004년 12월 31일 (6부작)

### 2005년
- 《가족연애사》 : 2005년 12월 9일 ~ 2005년 12월 30일

### 2007년
- 《가족연애사 2》 : 2007년 1월 5일 ~ 2007년 1월 26일
- 《키드갱》 : 2007년 5월 18일 ~ 2007년 8월 9일
- 《이브의 유혹》 : 2007년 8월 24일 ~ 2007년 9월 14일 (4부작)
- 《직장연애사》 : 2007년 11월 9일 ~ 2007년 11월 30일
- 《메디컬 기방 영화관》 : 2007년 11월 20일 ~ 2008년 1월 22일
- 《애 시리즈》 : 2007년 12월 10일 ~ 2007년 12월 24일 (3부작)
- 《천일야화》 : 2007년 12월 14일 ~ 2008년 1월 25일 (8부작)

### 2008년
- 《삼인삼색》 : 2008년 1월 17일 ~ 2008년 1월 31일
- 《유혹의 기술》 : 2008년 3월 28일 ~ 2008년 4월 18일
- 《코믹배틀 장감독 vs 김감독》 : 2008년 5월 9일
- 《과거를 묻지 마세요》 : 2008년 5월 17일 ~ 2008년 6월 8일
- 《경성 기방 영화관》 : 2008년 5월 17일 ~ 2008년 6월 14일 (10부작)
- 《여사부일체》 : 2008년 9월 19일 ~ 2008년 11월 7일
- 《천일야화 2》 : 2008년 10월 13일 ~ 2008년 11월 4일
- 《에로배우 살인사건》 : 2008년 11월 14일 ~ 2008년 11월 21일 (2부작)
- 《사랑은 맛있다》 : 2008년 12월 18일

### 2009년
- 《조선추리활극 정약용》 : 2009년 11월 27일 ~ 2010년 1월 15일